# Hanover (Maine)
Hanover è un comune degli Stati Uniti d'America, situato nello stato del Maine, nella contea di Oxford.